# ETIM
ETIM staat voor het ETIM Technisch Informatie Model (voorheen ElektroTechnisch Informatie Model, Europees Technisch Informatie Model) en wordt internationaal toegepast. Dit is een standaard artikelclassificatie voor de installatiesector, de bouwsector en de maritieme sector.
ETIM artikelclassificatie is een logische en eenduidige rubricering van handelsproducten in verschillende artikelklassen, daarbij worden de selectieve producteigenschappen in de klasse vastgelegd. Dit is mogelijk door gebruik te maken van artikelklassen, kenmerken, eenheden en grenswaardes die op een standaard manier zijn beschreven. Elke klasse kent diverse synoniemen. Hierdoor wordt zoeken van het juiste product voor gebruikers veel eenvoudiger
Een kenmerk beschrijft een eigenschap van een product, zoals het soort materiaal waarvan het is gemaakt, de afmetingen of de kleur van een product. Er wordt een onderscheid gemaakt tussen alfanumerieke, numerieke en logische kenmerken. Bij alfanumerieke kenmerken is er de keuze tussen een vaste rij mogelijke waarden (bijvoorbeeld kleur = groen, geel, rood, enz.), numerieke kenmerken vragen naar een getalswaarde met een bepaalde eenheid (zoals lengte = ..mm) en een logisch kenmerk geeft alleen de keuze ja/nee. In 2016 is ETIM voor Nederland uitgebreid met kenmerken waarmee een 3D-representatie van een product gemaakt kan worden. 
De artikelclassificatie voorkomt zo spraakverwarringen en vergissingen, en maakt het mogelijk om op een standaard manier de product- en handelsgegevens te identificeren en elektronisch uit te wisselen tussen de diverse partijen.
Stichting Ketenstandaard Bouw en Techniek is de organisatie die verantwoordelijk is voor het ontwikkelen en het beheer van ETIM in Nederland. Daarnaast stelt de stichting, in samenwerking met GS1 Nederland, communicatiestandaarden vast voor elektronische (data)communicatie in de branche. Zie ook E-business
De stichting is een samenwerkingsinitiatief van alle partijen in de handelskolom: Installateurs, bouwers, groothandels en fabrikanten met als doel het bereiken van uniforme datacommunicatie in de betrokken sectoren.
In oktober 2008 is een internationale vereniging ETIM International opgericht, gevestigd in Brussel, waarin de ETIM landenorganisaties uit België, Canada, Denemarken, Duitsland, Finland, Frankrijk, Italië, Nederland, Noorwegen, Oostenrijk, Polen, Spanje, Verenigde Staten, Zweden en Zwitserland hun krachten bundelen in het ontwikkelen, beheren, publiceren en promoten  van één Europees Technisch Informatie Model (ETIM) voor de classificatie van technische producten.  